# Diamond Aircraft Industries

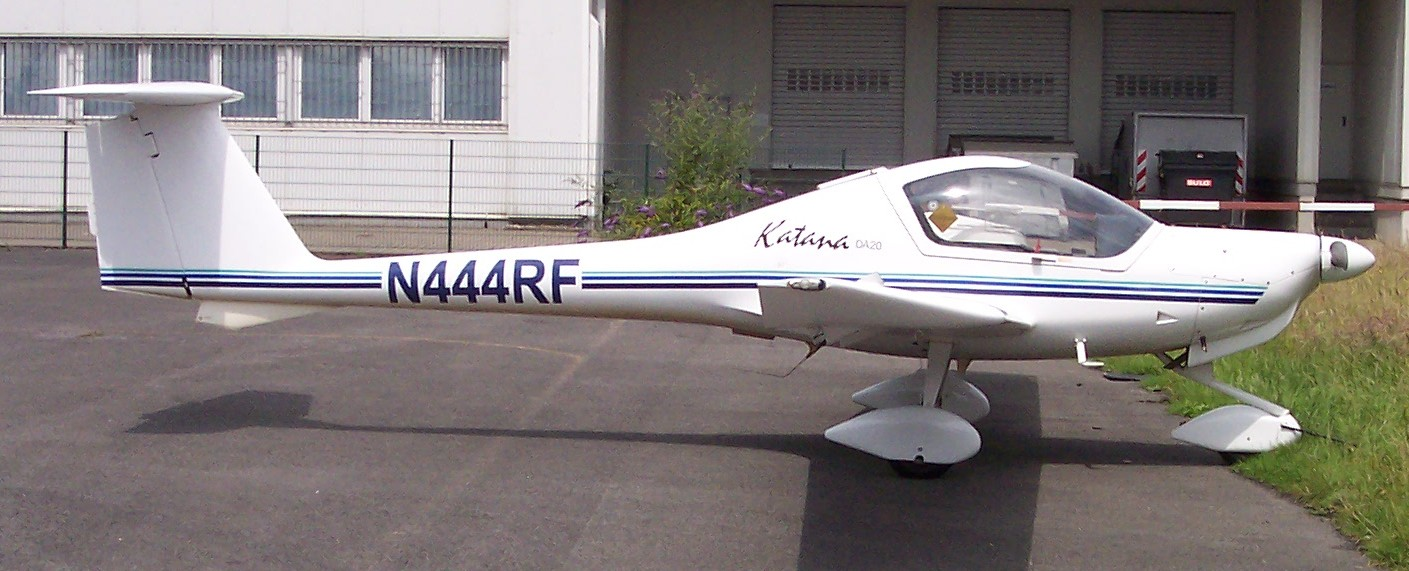
Diamond DA 20 Katana

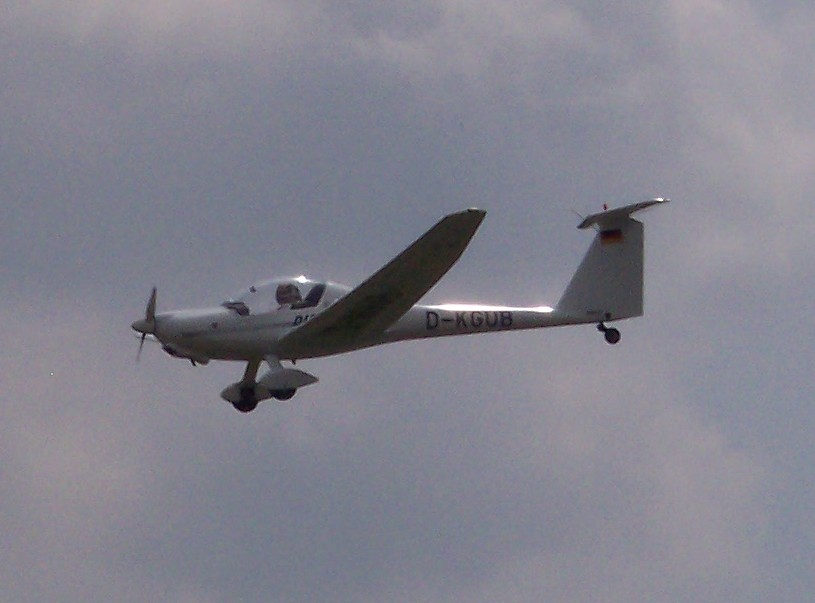
Diamond HK36 Super Dimona

Diamond Aircraft Industries is een Oostenrijkse vliegtuigbouwer.

## Geschiedenis
In 1981 richtte Wolf Hoffmann in Friesach een bedrijf op dat met de productie van de motorzwever H36 Dimona begon. In 1985 werd dit bedrijf door SGP AG overgenomen en begon men met de Dimona MK II. In 1989 vond er een managementbuy-out plaats en kreeg het bedrijf de naam HOAC Austria Flugzeugwerke. Het bedrijf verhuisde naar Wiener Neustadt en men begon met de ontwikkeling van de HK36 Super Dimona, die ook de naam Katana Xtreme heeft en in 1990 in productie ging.
In 1991 veranderde de naam in Diamond Aircraft Industries. Een jaar later werd er in Canada een filiaal geopend waar de DA20-A1 Katana naar de behoefte van de Noord-Amerikaanse instructeurs werd ontwikkeld. Dit type won de Flying Magazine Eagle Award in 1992. In 1993 werd de Katana DV20 in Oostenrijk in productie genomen en in 1994 werd in Canada de DA20-A1 Katana in productie genomen. In 1997 begon men met de ontwikkeling van de vierzitter DA40 Diamond Star. In 1998 nam Diamond Aircraft Industries de vlieghaven Wiener Neustadt (LOAN) over die in 1999 werd uitgebouwd. Ook werd er een filiaal in Frankfurt geopend.
In 2000 werd de DA40-180 Diamond Star in productie genomen: een vierzitter met een JAA-certificatie. Een jaar later kreeg dit vliegtuig in de Verenigde Staten de FAA-certificatie en in Europa de JAA-IFR-certificatie. Ook werd er in 2001 de eerste testvlucht met de DA 40 TDI gedaan en begon men met de DA42 Twin Star. De eerste testvlucht van de laatstgenoemde vond plaats op 9 december 2002. Voor de DA42 NG (New Generation) ging men een verbintenis aan met het nieuw bedrijf, Austro Engine, dat de AE300-motor hiervoor maakte.
2003 was het begin van het project D-Jet. Dit moest een vijfpersoonsvliegtuig worden dat niet met propellers werd aangedreven. Het mocht een gewicht hebben van 2 ton en moest kunnen vliegen op 7600 meter (25.000 voet) hoogte met een snelheid van 570 kilometer per uur. Voor dit vliegtuig was een piste van 600 meter nodig. Hij bereikt zijn hoogte binnen acht minuten. Op 18 april 2006 om 17.08 uur voltooide de D-Jet met succes zijn eerste testvlucht op de Canadese luchthaven London International Airport. Tijdens deze vlucht behaalde deze D-Jet een snelheid van 160 KIAS. De D-Jet heeft dual FADEC FJ33-motoren van de firma Williams. De D-Jet is 11 meter lang, biedt plaats aan 4 personen (inclusief piloot) en kan een snelheid van 580 kilometer per uur bereiken.

## Nederland
Vliegtuigen van Diamond Industries vliegen ook in Nederland. De importeur Wings over Holland bevindt zich op Luchthaven Lelystad (toekomstig Rembrandt International Airport). Onder andere de Rotterdamse Aero Club vliegt met toestellen van deze fabriek, maar ook de Diamond Flyers op Lelystad.
Op 21 december 2005 landde er in Lelystad na een non-stop vlucht van vier uur en drie minuten een nieuwe DA42. De PH-ASV is de eerste met longrange-tanks die zowel op diesel (EN590) als op jetfuel (A1) kan vliegen. Dit vliegtuig heeft een laag brandstofverbruik. Hij verbruikt twintig liter diesel per uur, per motor. Hierdoor is de belangstelling voor dit vliegtuig erg groot.